# Valsjön (Västra Skedvi socken, Västmanland)
Valsjön är en sjö i Köpings kommun och Lindesbergs kommun i Västmanland och ingår i Norrströms huvudavrinningsområde. Sjön är 10 meter djup, har en yta på 0,181 kvadratkilometer och befinner sig 102,1 meter över havet.

## Delavrinningsområde
Valsjön ingår i det delavrinningsområde (661565-148538) som SMHI kallar för Utloppet av Iresjön. Medelhöjden är 98 meter över havet och ytan är 46,86 kvadratkilometer. Det finns ett avrinningsområde uppströms, och räknas det in blir den ackumulerade arean 71,48 kvadratkilometer. Ässingån (Finnåkersån) som avvattnar avrinningsområdet har biflödesordning 3, vilket innebär att vattnet flödar genom totalt 3 vattendrag innan det når havet efter 196 kilometer. Avrinningsområdet består mestadels av skog (66 procent) och sankmarker (15 procent). Avrinningsområdet har 4,4 kvadratkilometer vattenytor vilket ger det en sjöprocent på 9,4 procent.